# Алектория (лишайник)
Алекто́рия (лат. Alectoria) — род лишайников семейства Пармелиевые (Parmeliaceae), встречающихся в по всему свету. Некоторые виды имеют хозяйственное значение.

## Описание

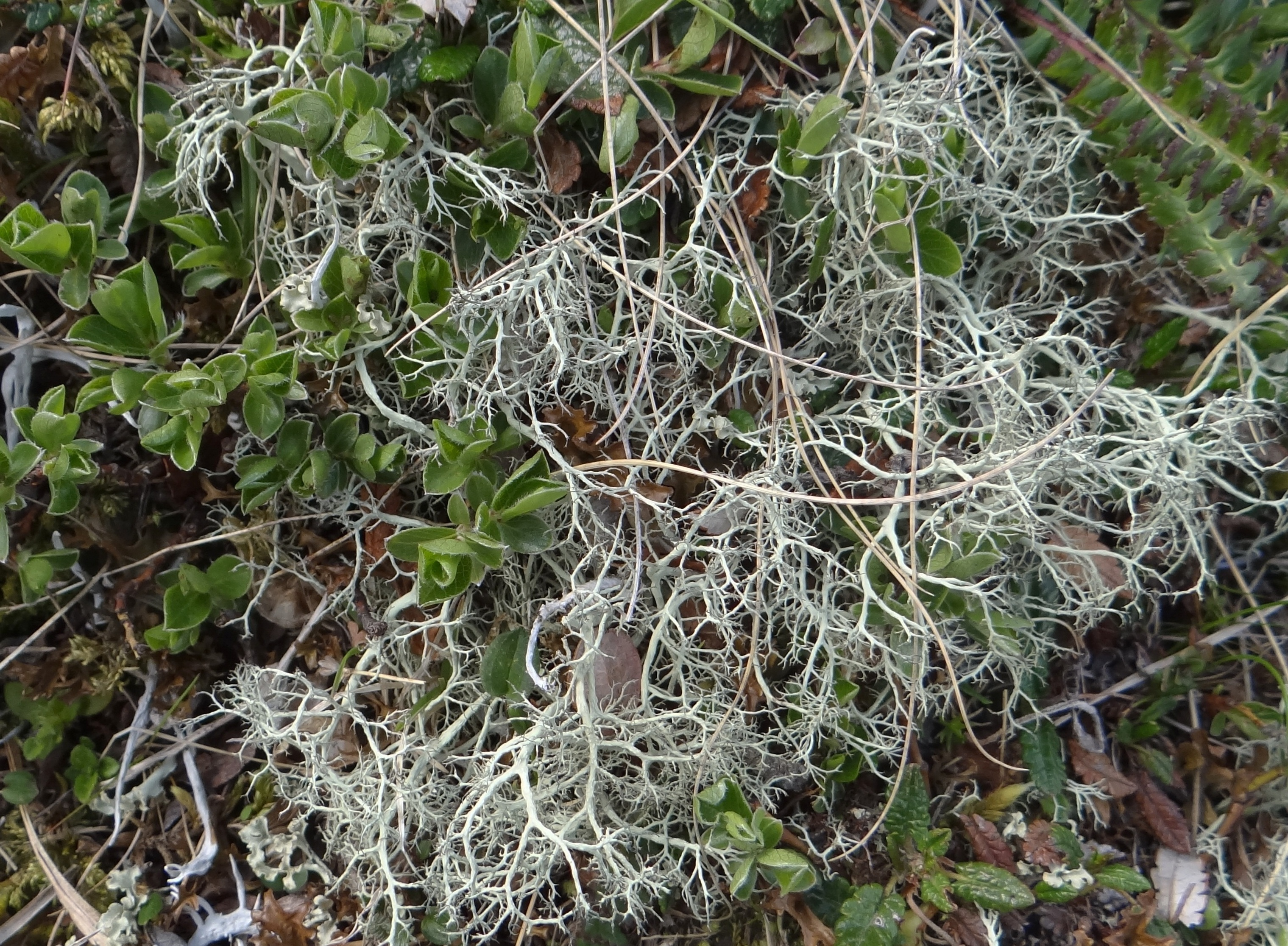
Alectoria ochroleuca

Слоевища могут расти на разных субстратах — почве, скалах, древесной коре, древесине. Они с хорошо развитым коровым слоем и рыхлой сердцевиной; кустистые, прямостоячие, приросшие к субстрату или свисающие, с округлыми или угловатыми лопастями, окрашены в чёрный, коричневатый, зеленоватый, жёлто-зелёный или жёлтый цвет, у многих видов блестящие.
Веточки слоевища цилиндрические, но у основания и в пазухах в местах ветвления — сжатые или угловатые. Все веточки — с разрывами корового слоя, которые служат для газообмена (так называемыми псевдоцифеллами).
Фотосинтезирующий компонент (фотобионт) видов алектории — водоросли рода Требуксия (Trebouxia).
Соредии у большинства видов неизвестны. Плодовые тела (апотеции) немногочисленные, известны не у всех видов. Сумки 2—4-споровые, булавовидной формы, с толстыми стенками. Споры эллиптической формы, бесцветные или коричневые, 20—45 мкм длиной. Пикнидии редкие.

### Химический состав
У большинства представителей присутствует усниновая кислота, особенно обильна она у Alectoria ochroleuca.

## Распространение
Ареал рода охватывает оба полушария, при этом наибольшее видовое разнообразие наблюдается в регионах с умеренном климатом. Виды этого рода широко распространены альпийском поясе гор, а также в Арктике и Антарктике.

## Синонимы
- Alectoriomyces Cif. & Tomas., 1953
- Ceratocladia Schwend., 1860, nom. illeg.
- Eualectoria (Th. Fr.) Gyeln., 1934

## Виды
- Alectoria fallacina Motyka, 1960
- Alectoria haynaldii Gyeln., 1931
- Alectoria imshaugii V. Marcano & A. Morales, 1977
- Alectoria laeta (Taylor) Linds., 1859
- Alectoria nana Motyka, 1980
- Alectoria nigricans (Ach.) Nyl., 1861 — Алектория черноватая
- Alectoria norstictica Motyka, 1980
- Alectoria ochroleuca (Hoffm.) A. Massal., 1855 — Алектория бледно-охряная
- Alectoria sarmentosa (Ach.) Ach., 1810 typus — Алектория усатая
- Alectoria subtilis Motyka, 1980
- Alectoria vancouverensis (Gyeln.) Brodo & D. Hawksw., 1977

На территории России встречаются три вида — алектория черноватая, алектория усатая и алектория бледно-охряная; из них наиболее известна последняя, являющаяся кормом для северных оленей.